# Nova Cançó

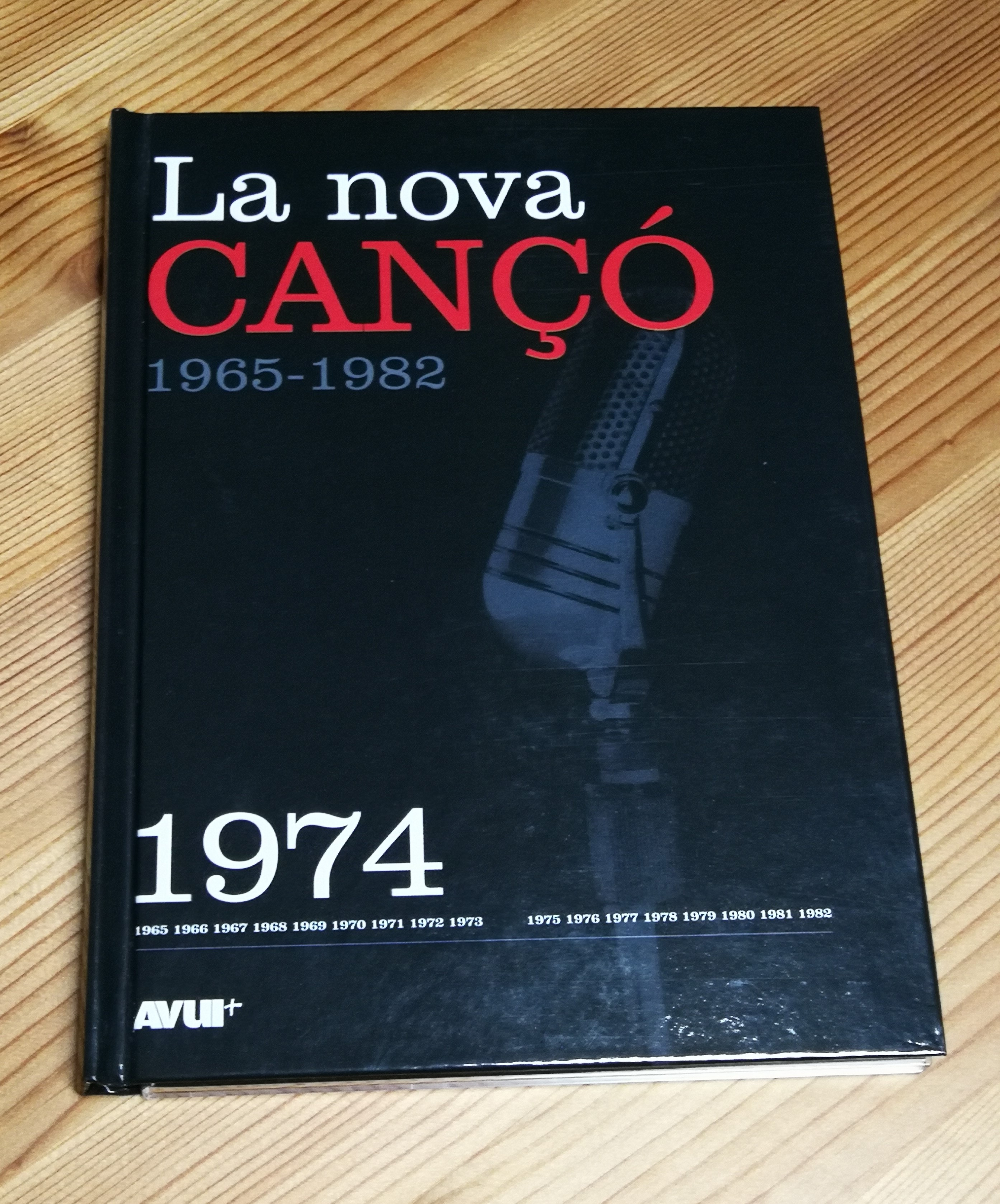
CD-Beilage der Zeitschrift Avui aus dem Jahr 2007 zur Nova Cançó 1965–1982 (Band 1974)

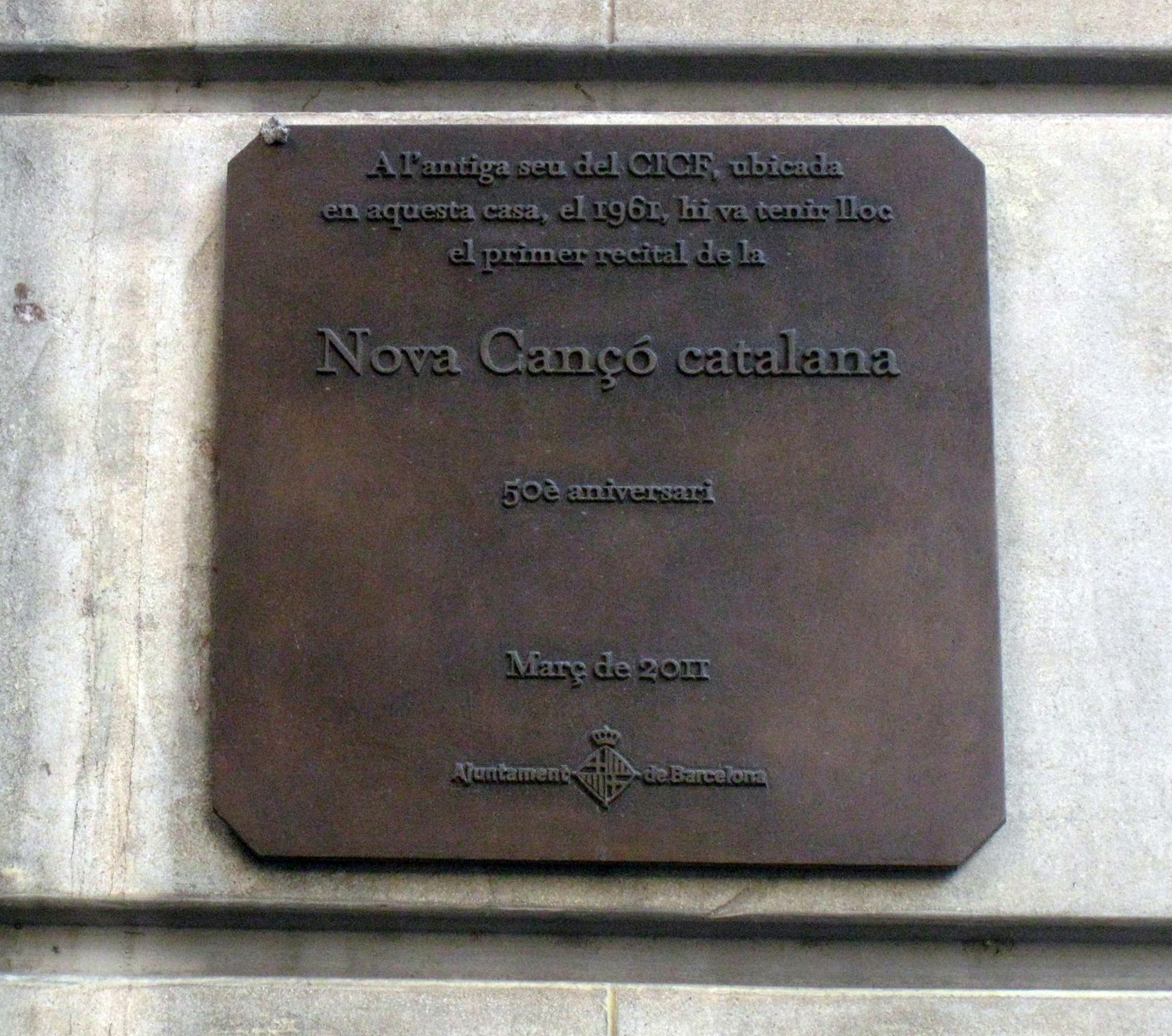
Tafel, die an das erste öffentliche eigenständige Konzert der Nova Cançó Catalana im CICF (Centre d'Influència Catòlica, Barcelona) erinnert

Kinowerbung für den Film La Nova Cançó von Frances Bellmunt

Mit Nova Cançó [ˈnɔβə kanˈso] (katalanisch für ‚Neues Lied‘) oder genauer mit Nova Cançó Catalana (‚Neues katalanisches Lied‘) wird eine sozio-musikalische Bewegung in Katalonien bzw. den katalanischen Ländern (Katalonien, Valencia, Balearische Inseln) bezeichnet, die das Wiedererwachen und das Erstarken des katalanischen Selbstwertgefühls in der Spätphase der Franco-Diktatur ab Mitte der 1950er Jahre musikalisch zum Ausdruck brachte. Diese Bewegung setzte den Franquismus mit musikalisch-künstlerischen Mitteln einer Fundamentalkritik aus. Ihr Ziel lag darin, die Ungerechtigkeiten und Verbrechen des Systems offenzulegen und die katalanische Sprache und Kultur im öffentlichen Raum wiederzubeleben. Später entstanden im Baskenland (Euskal Kantagintza Berria) und in Galicien vergleichbare Bewegungen. International bekannte Vertreter des Nova Cançó Catalana waren die Liedermacher Maria del Mar Bonet, Lluís Llach und Raimon sowie die Gruppen Els Setze Jutges („Die sechzehn Richter“) und Els Esquirols („Die Eichhörnchen“). Die letztgenannte Gruppe war in der katalanischen Ortschaft L’Esquirol (Comarca Osona) ansässig.

## Die Anfänge
Der Anfang dieser Bewegung liegt im Jahr 1956, als auf einen Rat von Josep Bonet sowie von Joan und Maurici Serrahima hin Lluís Serrahima, Miquel Porter und Jaume Armengol erstmals unter der Franco-Diktatur Lieder und Chansons in katalanischer Sprache komponierten. Diese Lieder brachten sie als Zwischenstücke im „Teatre Viu“, einem modernen Wander- und Experimentaltheater, in ganz Katalonien zur Aufführung. 1959 brachte der Artikel „Ens calen cançóns d'ara!“ (Dt.: Wir brauchen Lieder von Heute!) von Lluís Serrahima Autoren und Sänger zusammen, die 1961 die Gruppe Els Setze Jutges ins Leben riefen. Ab 1962 brachte das Label Edigsa erste Schallplatten mit Chansons der neuen katalanischen Liedermacher heraus. Unter den beteiligten Künstlern setzte ab 1962 ein Differenzierungsprozess ein. Manche gründeten Gruppen, andere schlugen den Weg des Liedermachers, des Liederautors oder auch den des Schlagersängers ein. Die professionelle Sängerin Salomé (Maria Rosa Marco i Poquet) und der valencianische Neuerer Raimon (Raimon Pelegero i Sanchis) erhielten 1963 beim fünften Mittelmeer-Gesangsfestival einen ersten Preis.

## Der internationale Durchbruch
Trotz aller Repressionen seitens des Regimes gewann die Nova Cançó Catalana bedingt durch ihre zunehmende Professionalisierung und die damit verbundene Präsenz in Rundfunk und Fernsehen sowie dem Medium der Schallplatte immer mehr an Einfluss und Anhängerschaft. Mit den Titeln „Se’n va anar“ (Er ging fort), „Diguem No“ (Sagen wir Nein) und „D’un temps, d’un país“ (Über eine Zeit und über ein Land) füllte Raimon 1969 das Pariser Olympia. Lluís Llach wurde mit seinen Liedern „El Bandoler“ (Der Räuber) und „L’Estaca“ (Der Pfahl) international bekannt. Maria del Mar Bonet brachte 1968 die Leute mit ihrem Titel: Què volen aquesta gent? (Text: Lluís Serrahima; Dt.: Was wollen diese Leute?) zum Erschaudern. Auch spanischsprachige Liedermacher wie der Aragonese José Antonio Labordeta und Paco Ibáñez schlossen sich künstlerisch der Bewegung an. Auf den Sis hores de Canet (dt.: Die sechs Stunden von Canet) von 1977 kulminierte die Entwicklung, als viele der anwesenden Liedermacher und alle Besucher erstmals öffentlich die immer noch verbotene Fassung von Els Segadors, der katalanischen Nationalhymne, anstimmten. Hiermit hatte gewissermaßen die Nova Cançó Catalana ihr sozio-politisches Hauptziel erreicht.

## Bedeutung und Einordnung
Mit Pete Seeger, Georges Brassens, Georges Moustaki oder Joan Baez hat die Nova Cançó Catalana die sozial-ethische Komponente ihrer Lieder und Balladen gemeinsam. Das Spezifische der katalanischen Balladensänger und -dichter aber besteht in deren Bewusstsein, neben dem (katalanischen) Volkslied eine substantiell neue Form des Ausdrucks einer katalanischen Identität geschaffen zu haben. Die Liedermacher hatten gewissermaßen die Forderung Lluís Serrahimas: „Wir brauchen Lieder von Heute!“ eingelöst. Sie gaben Konzerte in dem Bewusstsein, hier eine kollektive Identität nach ethischen Maßstäben neu zu schaffen, die aktuellen politisch-sozialen Missstände zu überwinden und so zu einer Weiterentwicklung Kataloniens und damit auch Gesamtspaniens beizutragen. Beispielhaft für dieses Bewusstsein stehen Lluís Llach, Raimon, Quico Pi de la Serra oder Ovidi Montllor. Wie schon angedeutet, war die Bewegung nicht auf Chansons und Balladen in katalanischer Sprache beschränkt. Joan Manuel Serrat und Guillermina Motta interpretierten Gedichte von Manuel Vázquez Montalbán in spanischer Sprache. Der „Fall“ Serrat zeigt aber auch, dass der Gesang solcher gesellschafts- und regimekritischen Lieder in spanischer Sprache von katalanischer wie von spanischer Seite als Verrat empfunden wurde. Serrat baute sich daraufhin eine künstlerische Karriere in Südamerika (vor allen Dingen in Mexiko und Argentinien) auf. Am deutlichsten kam die Reife und die Unabhängigkeit der Nova Cançó in der leisen, unspektakulären Selbstauflösung der Setze Jutges zum Ausdruck. Die soziale, die künstlerische und auch die wirtschaftliche Dynamik, die diese Bewegung erzeugt hatte, führte die ehemaligen Mitglieder der Gruppe auf unterschiedliche künstlerische Wege.

## Die Einbettung der Nova Cançó in die katalanische, spanische und die Weltgeschichte
Als sozialethische, musikalische Bewegung wurde die Nova Cançó Catalana von verschiedensten politischen und sozialen Bewegungen beeinflusst. Sie nahm ihrerseits auf die unterschiedlichsten politisch-sozialen Bewegungen in Katalonien, auf der iberischen Halbinsel, ja auf der ganzen Welt Einfluss. Dieses Eingebettet-Sein in die katalanische, in die spanische und in die Weltpolitik soll hier anhand jedes einzelnen Jahres von 1965 bis 1982 dargestellt werden. Bezug genommen wird hierbei thematisch auf das Begleitmaterial der CD-Serie „La nova CANÇÓ“, die die katalanische Zeitschrift „AVUI“ 2007 herausgegeben hat. Für jedes Jahr werden für die Nova Cançó Catalana wichtige Ereignisse kurz angerissen.

### Das Jahr 1965
Les floristes de la Rambla ist eine der ersten Kompositionen aus dem Kreis der Els Setze Jutges. Textdichter und Komponist Miquel Porter wollte mit den Blumenverkäufern auf der Rambla in Barcelona in scharfer Abgrenzung zu der kommerziellen Musik der Radiosender exemplarisch das Alltagsleben der Katalanen der 1960er Jahre in seiner existentiellen Dimension schildern: „Sie (die Blumenverkäufer) verkaufen die Blumen an Touristen. Sie verkaufen Sie an Liebende. Sie verkaufen Blumen für die Feste der Reichen und die der Armen und auch für die Toten.“

### Das Jahr 1966
Der gemeinsame Auftritt Raimons mit Bob Dylan und Joan Baez am 7. Juni 1966 im Pariser Olympia öffnete nicht nur ihm, sondern der gesamten Nova Canço die internationale Musikbühne. Sein Chanson „Diguem No“ (dt.: Sagen wir nein) erlangte Kultcharakter: „Wir haben gesehen, dass das Gesetz für alle die Angst ist. Wir haben das Blut gesehen, das nur weiteres Blut hervorbringt. Das ist das Gesetz der Welt. - Nein! Ich sage Nein! Sagen wir Nein! Wir sind nicht von dieser Welt!“ (Raimon (Text und Musik): Diguem no, Ausschnitt aus dem Chanson in dt. Übersetzung).

### Das Jahr 1967
Am 22. März 1967 komplettierte Lluís Llach mit seinem Debüt auf einem Musikfestival in Terrassa als sechzehntes Mitglied die Gruppe Els Setze Jutges. Sein erstes Chanson Que feliç era mare nach einem Gedicht seines Bruders Josep Maria Llach, das dieser als Dank an seine Mutter für eine unbeschwerte Kindheit in Verges in den 1950er Jahren gedichtet hatte, ohne dabei je daran zu denken, dass sein Bruder Lluís dies in seinem ersten Chanson vertonen würde.

### Das Jahr 1968
Narcís Llansa war mütterlicherseits der Opa von Ponç Feliu, einem sehr engen Jugendfreund von Lluís Llach. In einem Sommer der frühen 1960er Jahre lernte der heranwachsende Lluís Llach diesen Narcís Llansa, einen alten, katalanischen Republikaner von Beruf Friseur in Besalú, kennen. Dieser erzählte Lluís Geschichten aus seiner Jugend, als sie in Verges am Ter fischten. Lluís war fasziniert von diesem alten, kämpferischen Mann. In seinem Lied Estaca aus dem Jahr 1968 verwandelte Llach diesen Narcís Llansa in den Opa Siset. Das Paradelied gegen alle Unterdrückung und gegen alle Unterdrücker wurde weltweit in zahlreiche Sprachen übersetzt und war somit nicht nur eine Antwort auf das franquistische Regime, sondern auch eine solche auf die gewaltsame Beendigung des Prager Frühlings im gleichen Jahr, ja es stellt eine zeitlose Antwort an alle Diktatoren und Gewaltregime dieser Welt dar.

### Das Jahr 1969
Raimon brillierte international, auch auf einer Konzerttournee in Deutschland, mit dem Lied Veles e vents (dt.: Segel und Winde) nach einem Gedicht des wohl bedeutendsten katalanischen Poeten des 15. Jahrhunderts Ausiàs March: „Segel und Winde haben viele Wünsche erfüllt. Sie bahnten oft ungewisse Wege durch das Meer. ...“ Am 17. Januar 1969 versammelten sich etwa tausend Studenten in der Universität Barcelona. Eine kleine gewalttätige Gruppe warf Mobiliar und eine Büste Francos aus dem Rektorat hinaus auf die Straße. In Madrid errichteten Studenten Straßensperren. Am 20. Januar kam der Student Enrique Ruano nach polizeilichen Vernehmungen durch einen Sturz aus dem sechsten Stock eines Polizeigebäudes ums Leben. Die Polizei qualifizierte dies als einen Selbstmord. Vier Tage später rief die spanische Regierung zum ersten Mal landesweit den Ausnahmezustand aus. „Segel und Winde haben viele Wünsche erfüllt. Sie bahnten oft ungewisse Wege durch das Meer. ...“

### Das Jahr 1970
Vom 6. bis zum 26. November 1970 nahm Lluís Llach mit anderen Chansonniers an einem Festival in Varadero auf Kuba teil. Ein anderer Katalane, der sich De Raymond nannte, drängte sich vor Llach auf die Bühne und pries die Vorteile und die herausragenden Leistungen des Franco-Regimes. Als Llach die Bühne betrat, entschuldigte er sich hierfür beim Publikum und kritisierte offen den Faschismus der spanischen Regierung. Nach seiner Rückkehr aus Kuba gab Llach im Dezember 1970 ein Konzert im Teatro Español de Madrid. In der ersten Reihe saßen mehrere spätere demokratische Minister der PSOE und der UCD, die skandierten „ETA, sí. Yankees, no.“ Nach dieser Aufführung verhängte die spanische Regierung für Llach ein vierjähriges Auftrittsverbot mit der etwas kuriosen Begründung, „Llach wiegele das Publikum mit seinem Blick auf“. Llach entschied sich daraufhin, nach Paris ins Exil zu gehen. Ab 1971 erhielt auch Raimon ein umfassendes Auftrittsverbot.

### Das Jahr 1974
Das Jahr 1974 war für die Nova Cançó Catalana insgesamt ein Jahr der Hoffnung. Die Nelkenrevolution im April 1974 in Portugal, die Hinrichtung des Studenten Salvador Puig Antich durch das frankistische Regime, die Demission von Richard Nixon und ein 5:0-Sieg des FC Barcelona gegen Real Madrid im Bernabéu-Stadion von Madrid markierten ein unvergessliches Jahr. All diese Ereignisse inspirierten Lieder wie „Abril“ von Maria del Mar Bonet, „Abril 1974“ von Lluís Llach und „A Margalida“ von Joan Isaac und „Botifarra de pagès“ (Bauernbratwurst) der Gruppe La Trinca. Für das letztgenannte Lied gibt es einen politischen und einen fußballorientierten Text. Die fußballorientierte Version referiert auf den legendären 5:0-Sieg des FC Barcelona bei Real Madrid am 17. Februar 1974 sowie auf andere Erfolge und das 75-jährige Bestehen des Vereins. Im Refrain wird Johan Cruyff, der sich 1973 als Spieler für den FC Barcelona entschieden hatte, hochleben gelassen. Solche banal anmutenden Schilderungen muss man vor dem Hintergrund sehen, dass der FC Barcelona von jeher funktional die Rolle einer katalanischen Fußballnationalmannschaft einnimmt. Der große katalanische Schriftsteller Manuel Vázquez Montalbán kommentierte diesen hohen Sieg Barcelona folgendermaßen: „1:0 für Barcelona, 2:0 für Katalonien, 3:0 für Sant Jordi, 4:0 für die Demokratie, 5:0 gegen Madrid. An jenem Tag, so empfanden es Millionen im Land, setzte der Niedergang der faschistischen Diktatur ein.“ Joan Isaac widmete sein Lied „A Margalida“ der Freundin des von den Frankisten ermordeten Salvador Puig Antich und wünschte ihr alle Kraft der Welt, das Erlebte bewältigen zu können. Joan Isaac war selbst zu dieser Zeit mit der Schwester des Ermordeten Carme Puig Antich befreundet und hatte so das Unheil im allerengsten Familienumfeld miterlebt.